# Phobetor
Phobetor (altgriechisch Φοβήτωρ Phobḗtōr, deutsch ‚der Schrecken, der Erschreckende‘) oder Ikelos (Ἴκελος Íkelos, deutsch ‚die Ähnlichkeit, das Abbild‘) ist ein Gott der griechischen Mythologie. Er ist ein Sohn des Hypnos (Gott des Schlafes).
Phobetor bildet zusammen mit seinen Brüdern Morpheus („Gestalt“) und Phantasos („Einbildung, Fantasie“) eine Dreiheit an Traumgöttern (Oneiroi). Dazu kommen noch 1000 weitere Brüder, allesamt Söhne des Hypnos. Die Brüder werden auch als Oneiroi bezeichnet.
Phobetor ergänzt seine Brüder dadurch, dass er sich in den Träumen der Menschen und Götter in wilde Tiere verwandelt. Morpheus hingegen ahmt Menschen nach, während Phantasos leblose Gegenstände und Naturgewalten verkörpert. Während die namenlosen Oneiroi ihre Träume an das Volk senden, übernehmen Morpheus, Phobetor und Phantasos diese Aufgabe bei Königen und Stammesfürsten.